# السعادة المفقودة (مسلسل)
مسلسل فنزويلي أمريكي رومانسي يتكون من 150 حلقة بالنسخة الفنزويلية من أنتاج شركة TV Spol - Venevision/Fono video
يعرض لأول مرة في الوطن العربي على قناة المغرب الأولى مدبلج باللغة العربية وذلك سنة 2009.

## القصة
فتاة تدعى ريبيكا هذه الفتاة من حي فقير تعمل في الكافيتريا لديها والدتها ماتيلدي وشقيقتيها نيوركا، وباتي التي تبنتها، هناك سر من والدة ريبيكا لا أحد يعرف عن هذا السر، هذه السر يخص ريبيكا انها من اب ثري وهذه الاب ما زال على قد الحياة ويبحث عن أبنته ريبيكا وهذا الاب أحد اقارب ادواردو حبيب ريبيكا. ادواردو عشيق ريبيكا تعرف على ريبيكا من الحادث السير امام بيت برنسيسا. برنسيسا كانت عشيقة ادواردو تركها عندما تعرف على ريبيكا وبرنسيسا تكره ريبيكا وسببت لها مشاكل.

## الأبطال
- Mariana Seoane بدور Rebeca Linares صوت اسمهان بيطار
- Ricardo Álamo بدور Eduardo Montalbán صوت حسن المصري
- Pablo Montero بدور Martín García صوت ميلاد رزق
- Víctor Cámara بدور Sergio Montalbán صوت وليم عتيق
- غابي إسبينو بدور Princesa Izaguirre Zabaleta صوت سهير ناصر الدين
- Ana Patricia Rojo بدور Niurka Linares صوت ريما الأعور
- كاتي بربري بدور Regina Montalbán de Santander صوت نداء زغيب
- Pablo Martín بدور Tony Izaguirre Zabaleta صوت عمار شلق
- Leonardo Daniel بدور Adalberto Santander صوت خالد السيد
- Elluz Peraza بدور Sara Santos صوت سهى نون
- Jorge Luis Pila بدور Nicolás Izaguirre Zabaleta صوت نبيل عساف
- Susana Dosamantes بدور Matilde Linares صوت فداء نون
- Adrián Delgado بدور Liborio Sánchez صوت وسام صباغ
- Anna Silvetti بدور Dionisia Pérez
- Adolfo Cubas بدور Natalio Gil Gómez صوت علي سعد
- Maité Embil بدور Carolina Montalbán Montero صوت جيزيل بويز
- Eduardo Rodríguez بدور León Valverde

## وصلات خارجية
- السعادة المفقودة على موقع IMDb (الإنجليزية)
- السعادة المفقودة على موقع فيلمافينيتي (الإسبانية)
- السعادة المفقودة على موقع كينوبويسك (الروسية)
- السعادة المفقودة على موقع قاعدة بيانات الفيلم (الإنجليزية)